# Calau (Alemanha)
Calau (em baixo sorábio: Kalawa) é um município da Alemanha, situado no distrito de Oberspreewald-Lausitz, no estado de Brandemburgo. Tem 162,59 km² de área, e sua população em 2019 foi estimada em 7.720 habitantes.